# Грязовец
Гря́зовец — город в Вологодской области России. Административный центр Грязовецкого района и Грязовецкого муниципального образования. Население — 14 424 чел. (2023).

## География
Город расположен в 47 километрах к югу от Вологды, железнодорожная станция Грязовец на линии Ярославль — Вологда. В нескольких километрах к западу проходит автотрасса М8.
Через город протекает речушка Ржавка, принадлежащая к бассейну Каспийского моря В черте города находится исток реки Лухта, принадлежащая к бассейну Северного Ледовитого океана.

## История

### Этимология и употребление
Впервые упоминается 17 июня 1538 года как починок Грязовитский. Все формы названия от основы грязь. Ономаст Чайкина связывала термин грязь с синонимами «топь, болото» окружавших город с северо-запада и юго-востока; ряд других авторов связывали название населённого пункта с лечебными грязями как у расположенного недалеко от города Корнилиево-Комельского монастыря.
Позднее известен как торговое село Грязлевицы (оно же Грязливицы, Грязовица, Грязовиц, Грязница, Грязцы).
- Грязивицы — в 1631 в сотной с вологодской писцовой книги
- Грязлевицы — в 1677 году в жалованной грамоте царя Федора Алексеевича
- Грязовица — в месяцесловах 1785—1804[4]
- Грязовиц(а)/Грязовец — 1805—1820[5]
- Грязовец — после 1824 года.

### В XVI—XVII веке
Первое упоминание находится в грамоте великого князя Ивана Васильевича (будущего царя Ивана Грозного), жалованной Корнильево-Комельскому монастырю. В грамоте перечислены 90 монастырских деревень и починков, подвергшихся разорительному набегу казанских татар зимой 1538 года, и освобождаемых в связи с этим от всех государственных сборов и повинностей сроком на пять лет. Среди перечисленных и починок Грязивитцкой. По версии восходящей к житию Корнилия Комельского эти села были переданы монастырю.
В Вологодской писцовой книге за 1631 год имеется уже описание села Грязивицы, в котором есть две церкви — Рождества Христова, Петра и Павла (с приделом Корнилия Комельского). Оно насчитывало более сорока дворов. «В селе же торг по воскресеньям, торгуют тутошние крестьяне хлебом и всякими товарами».
Грязовец располагался на торговом тракте, что способствовало его развитию. Толчком к более интенсивному развитию стала торговля с Западом через Архангельский морской порт. Через починок шли обозы, иногда до 800 подвод в день. Они двигались к перевалочным и судостроительным базам в Вологду и Шуйск. С возникновением Корнилиево-Комельского монастыря дорога на Ярославль и Москву, идущая ранее по берегам реки Лежи, прошла другой стороной Комельского леса. С XVII в. она становится главным трактом края и получает название «Московской». Этот торговый тракт шёл из центра России и далее на север.
В начале XVII в. на месте починка был уже поселок, состоявший в ведении монастыря, а со временем превратился в большое торговое село, которое называли Грязлевица (Грязевицы).
При Петре I стала сокращаться внешняя торговля через Архангельск. Все большее значение приобретал Петербургский морской порт. Это отрицательно сказывалось на экономике края. С тех пор в течение десятилетий Грязовец оставался большим торговым селом.

### В XVIII веке
Городом стал Грязовец 2 августа 1780 года по случаю образования Грязовецкого уезда в Вологодском наместничестве, тогда же наряду с другими уездными городами, Грязовцу был высочайше дарован и герб, в 1781 году был учреждён — план застройки города.
Новоучрежденный город занимал всего «в длину 570, в ширину 343 сажени, в окружности же с небольшим три версты. Состоит из одной улицы, по обеим коея сторонам обывательские дома и при конце каменная церковь Рождества Христова».
В городе в 1788 году насчитывалось уже 970 жителей, которые занимались в основном сельским хозяйством. Промышленности не имелось, за исключением мелких ремесленных мастерских, среди которых больше других было красильных мастерских (более 20), а также мастерских портных, сапожников, кузниц.

### В XVIII—XIX веках
С XVIII в. развивалось товарное льноводство. В конце XIX — начале XX вв. Грязовец — крупный центр производства масла в Вологодской губернии. К 1833 году в городе жило около 2,2 тыс. чел., из них 93 купеческого звания и 499 мещанского. Через два десятилетия из 2,7 тыс. жителей к купеческому сословию относилось уже 300 человек, к мещанскому — 1500.
Ежегодно проводились три торжка-ярмарки: Введенская, самая крупная, Антоньевская и Петровская, составлявшие главную статью городского дохода. Во всем уезде ежегодно проходило до 18 ярмарок.
15 (27) октября 1824 года, направляясь в Вологду, через Грязовец проезжал и на час останавливался император Александр I.
В городе, официально обозначенном как административный центр уезда, постепенно были сформированы городническое и уездное правления. В городе появляется больница всего на 10 коек и практически без содержания, богадельня, первые учебные заведения. К 1870 году в двух мужских и одном женском училищах обучалось около 100 человек. В сельской местности действовали четыре приходских училища со 120 учениками и 40 церковно-приходских школ с 378 учащимися.
К 1870 году — население более двух тысяч человек, на 15 улицах и четырех площадях стояло 309 зданий, в том числе 32 каменных строения.
Большой толчок экономическому развитию города и уезда дала железная дорога, которую проложили через в Грязовец в 1872 году. Появилась возможность более широкого сбыта продуктов маслоделия и к концу XIX века уезд становится крупнейшим производителем масла в губернии, хотя по своим размерам он занимал в ней предпоследнее место (1,9 % от площади губернии).
В 1874 году в Грязовце начал операции городской общественный банк (во всей губернии банки были только в Вологде и Великом Устюге).
В 1894 году в уезде действовало 107 маслобоен, за год вывозилось 17 тысяч пудов масла (272 т), а в 1911 году уже свыше 74 тысяч пудов (1184 т), прирост в 4,5 раза. Уезд был известен кружевоплетением и льноводством, в самом Грязовце процветал промысел крашения ткани, что нашло отражение в рисунке городского герба.

### Город в XX веке

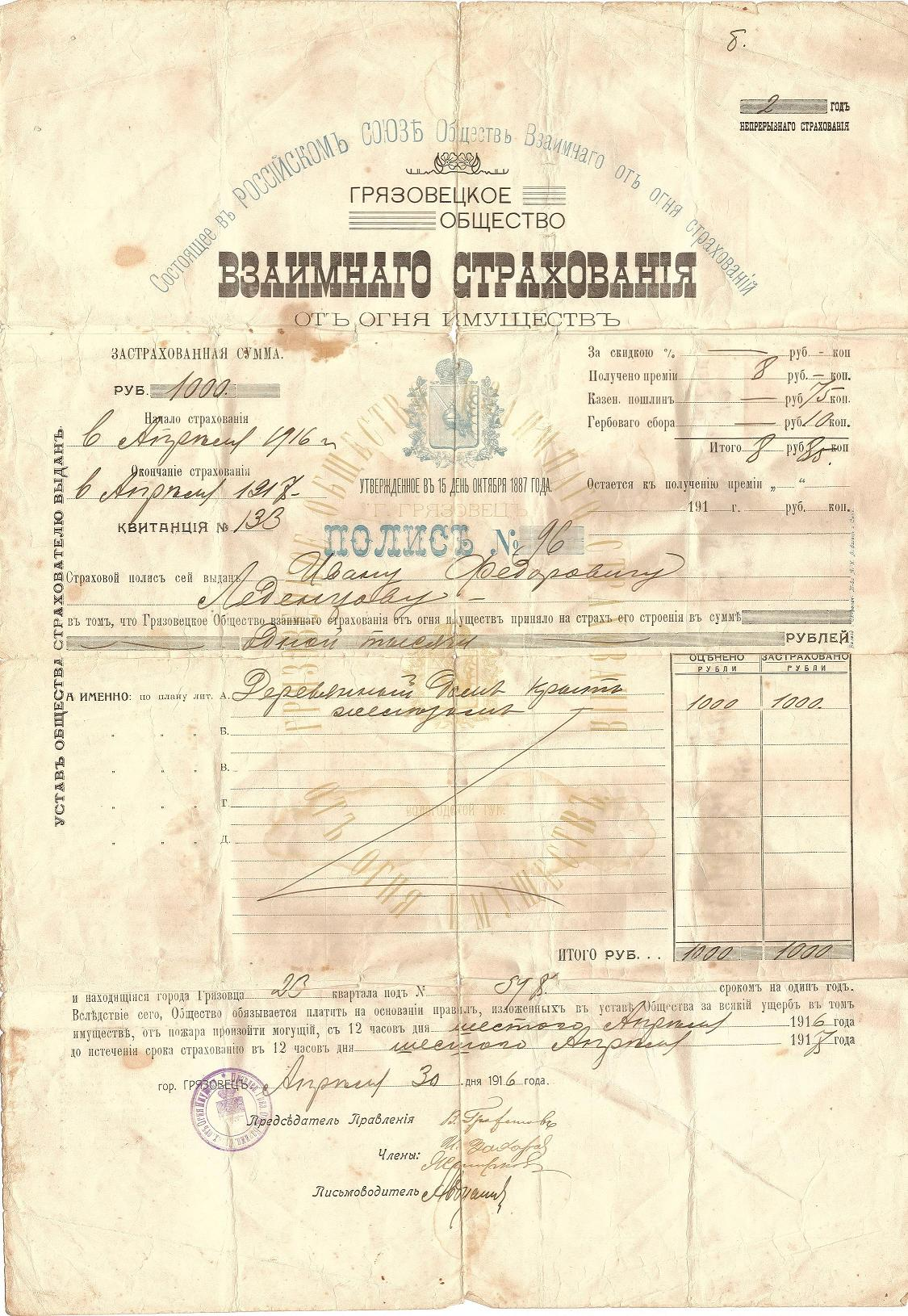

Среди внеземледельческих промыслов ведущим стало кружевоплетение, которым занимались в шести из 11 волостей на начало XX века 2164 человек. Среди других более распространёнными были бондарный (производство деревянной посуды), гончарное ремесло, плетение из лозы и бересты, кузнечное и мельничное дело.
Грязовец — главный торговый центр уезда. По торговому обороту Грязовец занимал в начале XX века четвертое место в губернии после Вологды, Великого Устюга и Кадникова. В 1910 г торговый оборот местных фирм составлял более 3 млн рублей. Происходит заметное усиление экономических позиций купечества, складывается торговый капитал, крупные частные состояния. Формируются купеческие династии, которые вели большое строительство в городе, обозначившее со временем его исторический облик.
В Грязовце в 1912 году было городское училище, женская гимназия, две начальные школы, а в самом уезде работало 90 начальных школ. В Грязовце существовал театральный кружок, в котором с 1900 года до своей кончины в качестве режиссёра и актёра работал Митрофан Лавров, прослуживший 41 год в Малом театре.
В 1929 году в городе имелись районный исполнительный комитет, народный суд, 14 промышленных предприятий, 31 магазин, кредитное товарищество, электростанция, почта, телефон, железнодорожный вокзал, лесхоз, зерноочистительный пункт, агроучасток, больница, амбулатория, ветеринарный врач, две школы I ступени, школа II ступени, семилетняя школа, школа глухонемых, школа слепых, детский дом, детский сад, библиотека, кинотеатр, кинопередвижка «Дом крестьянина» с общежитием, клуб, клуб железнодорожников, клуб полка, инвалидный дом.
15 ноября 1941 года пятью эшелонами 373-я дивизия отправилась на фронт и 19 ноября 1941 года части дивизии стали прибывать в Грязовец. В Грязовце генерал-лейтенант Богданов сформировал 39-ю резервную армию. В Грязовце дивизия находилась около недели — до 27 ноября 1941 года.
В 1987 году в Грязовце на железнодорожном вокзале и привокзальной площади снимались отдельные эпизоды фильма «Город Зеро» (приезд Варакина, эпизоды с попытками героя купить билет и уехать на поезде).

### Город в XXI веке
15 ноября 2013 года на выездном совещании состоявшемся в Грязовце губернатор Вологодской области Олег Александрович Кувшинников объявил о создании миграционного центра в Грязовце. Более четверти населения города обеспокоенные кардинальным изменением демографической и криминогенной ситуации собрали подписи против этого и организовали митинг против этого. Вселение 1000 мигрантов не состоялось. Во время украинского политического кризиса 2014 года в данном здании размещались украинские беженцы.
26 мая 2015 года Губернатор Вологодской области Олег Кувшинников встретился с руководителем Федеральной миграционной службы Константином Ромодановским. На торжественной церемонии проходившей в городе Грязовец они в ином формате официально открыли миграционный центр, «не имеющий аналогов в России».

## Население
| 1856    | 1897    | 1913    | 1926    | 1931    | 1939    | 1959    | 1970    | 1979    |
| ------- | ------- | ------- | ------- | ------- | ------- | ------- | ------- | ------- |
| 2900    | ↗3200   | ↗3500   | ↗4800   | ↗5800   | ↗8100   | ↗9224   | ↗11 640 | ↗13 782 |
| 1989    | 1992    | 1996    | 1998    | 2000    | 2001    | 2002    | 2003    | 2005    |
| ↗16 424 | ↘16 000 | ↗16 200 | ↗16 300 | ↘16 100 | ↘16 000 | ↗16 172 | ↗16 200 | ↘15 800 |
| 2006    | 2007    | 2008    | 2009    | 2010    | 2011    | 2012    | 2013    | 2014    |
| ↘15 500 | →15 500 | →15 500 | ↘15 469 | ↘15 201 | ↗15 500 | ↘15 476 | ↘15 313 | ↘15 081 |
| 2015    | 2016    | 2017    | 2018    | 2019    | 2020    | 2021    | 2023    |         |
| ↘15 041 | ↘14 949 | ↘14 916 | ↘14 800 | ↗14 809 | ↘14 808 | ↘14 505 | ↘14 424 |         |

На 1 января 2025 года по численности населения город находился на 798-м месте из 1124 городов Российской Федерации.

## Экономика
В городе работают ОАО «Северное Молоко», филиал фирмы «Нартекс», комбинат «Стройматериалы», авторемонтный завод и другие предприятия.

## Транспорт
В городе располагается железнодорожная станция Грязовец линии Вологда — Ярославль.
Имеется единственный автобусный городской маршрут № 1 «Железнодорожный вокзал — 48-квартирные жилые дома».
Вблизи города действует Грязовецкий газотранспортный узел магистрального газопровода. В 2005 году недалеко от города началось строительство магистрального газопровода «Грязовец — Выборг» и второй компрессорной станции «Грязовецкая», предназначенных для обеспечения поставок газа в газопровод «Северный поток».

## Образование

Панорама юго-западной части города. 1990-е годы. Вдоль нижней границы фото — улица Ленина

В городе на 2017 существуют две общеобразовательные школы, две школы-интерната, четыре дошкольных образовательных учреждения, политехнический техникум, «Центр развития детей и молодежи. Детская школа искусств» (оптимизировавший всё внешкольное образование).
На 1990 год существовало около 20 дошкольных образовательных учреждений, три общеобразовательные школы, три школы-интерната, техникум, два училища, Дом пионеров, Детско-юношеская спортивная школа (ДЮСШ), Детская школа искусств, спортивно-оздоровительный клуб «Скаут», Станция юных техников, Станция юных туристов.

## Культура
В городе существуют Культурно-досуговый центр, музей, несколько библиотек (Центральная районная библиотека и три её филиала)
До осени 2011 существовал кинотеатр «Колос». 2017—2018 годы в Доме Гудкова работал мини-кинотеатр на 30 мест.
В конце 2018 в Культурно-досуговом центре открыли кинозал на 326 мест

## СМИ
В XX веке кроме общероссийских и вологодских в Грязовце функционировали и местные СМИ. В разное время в течение XX века издавались три газеты одна из которых «Сельская правда» (ранее «Деревенский Коммунар») выходит с 1 марта 1919 года. С 1995 года до 2000 года существовало «Грязовецкое телевидение».

## Достопримечательности
Основные архитектурные достопримечательности Грязовца расположены в центре по улицам К. Маркса и Ленина.
На улице Ленина особо выделятся особняк П. И. Гудкова, XIX века, в котором останавливался Александр I, а также здания торговых рядов. Там же находится Дом Галанина, памятник регионального значения. На пересечении улиц Ленина и Карла Маркса расположен особняк купца Разумовского-Машалдина, построенный во второй половине XIX в, в котором теперь располагается краеведческий музей. На площади стоят памятник участникам Великой Отечественной войны, памятный знак первому упоминанию города и крест в память разрушенного Рождественского собора.
На кладбище расположены Крестовоздвиженская церковь начала XIX века и церковь Корнилия Комельского (1997—2003).
Интересен для туристов город и тем, что его можно назвать центром Комельского «леса», где расположены несколько монастырей: Корнилиево-Комельский, Павло-Обнорский, Арсениево-Комельский.
Грязовец — один из многих малых городков, со старым историческим центром, застроенным преимущественно каменными особняками конца XIX — начала XX веков. В центре и на окраинах разместились маленькие деревянные домики с резными наличниками. Несколько «страховых» знаков XIX века на городских домах сохранялись до конца XX века.

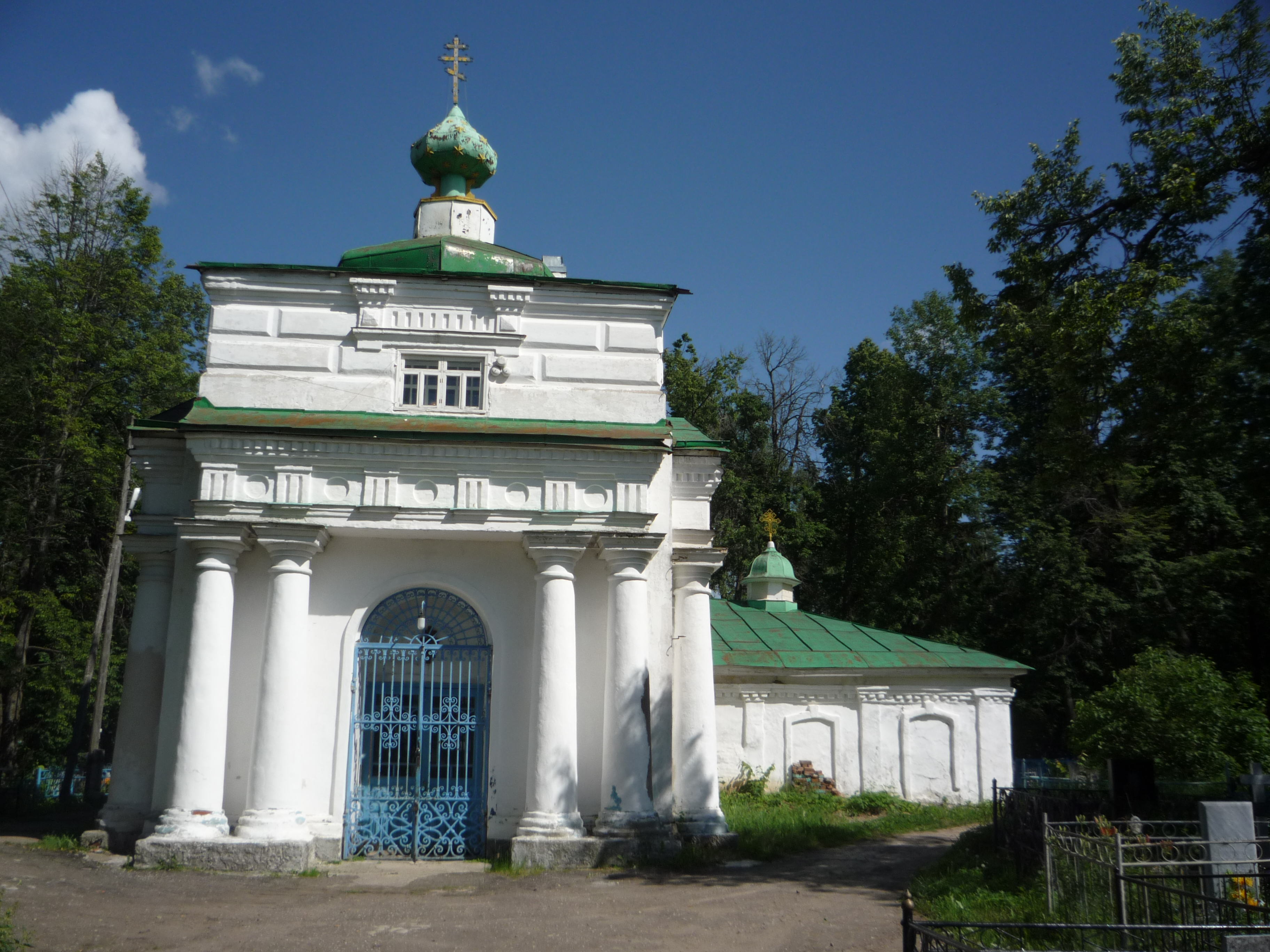
Церковь Воздвижения Креста Господня. 1794
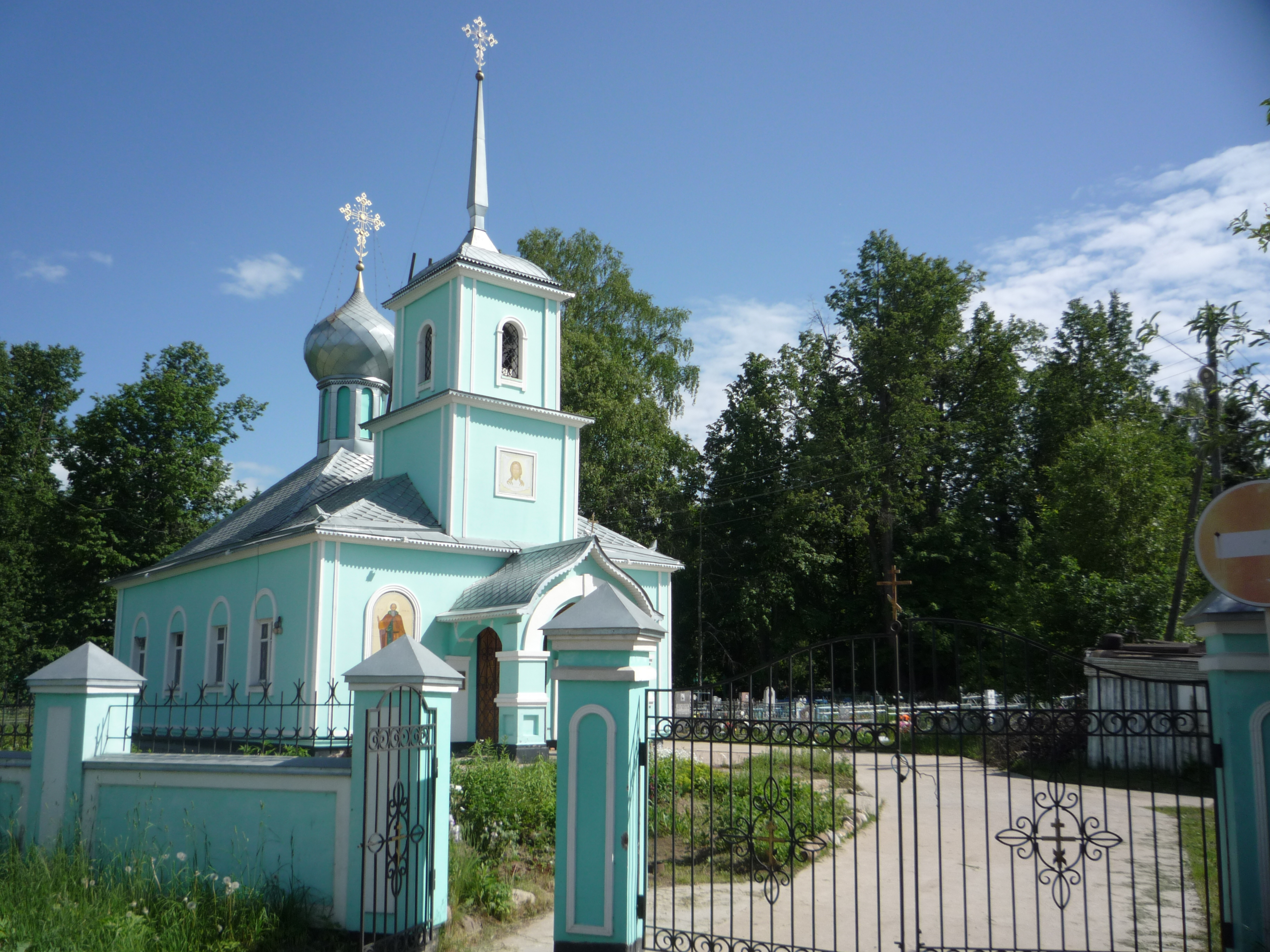
Церковь Корнилия Комельского. 1997—2003
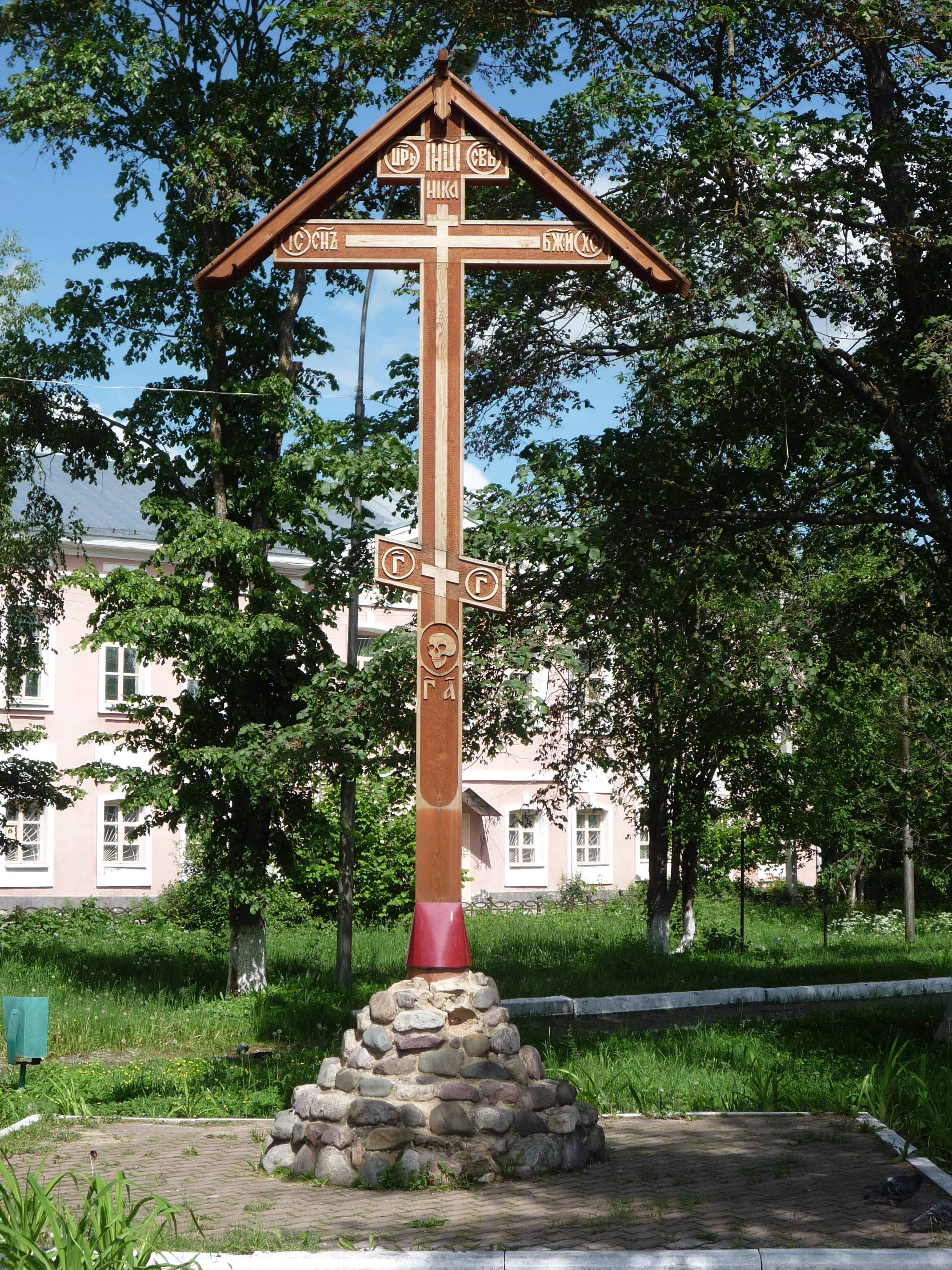
Крест в память разрушенного Христорождественского собора

## Комментарии
1. ↑  Ржавка несет свои воды в Нурму, та в Обнору, та в Кострому, та в Волгу. В XIX веке Ржавка именовалась ручьём Ржавец
2. ↑  через реки Комёла, Лежа, Сухона, Северная Двина